# Birda
Birda (Hongaars: Birda, Duits: Birda) is een gemeente in het Roemeense district Timiș en ligt in de regio Banaat in het westen van Roemenië. De gemeente telt 1913 inwoners (2005).

## Geschiedenis
In 1690 werd Birda gesticht. De bevolking bestond voornamelijk uit Roemeense kolonisten. Birda was dus een Roemeense plaats in een gebied dat vooral bevolkt werd door Duitsers. Tussen 1716-1751, een onrustige periode voor het Banaat, telde Birda ongeveer 80 huishoudens. De Roemeens-Orthodoxe kerk van Birda is gebouwd in de 17e eeuw, de Duits-Evangelische kerk in 1907. Door de overstromingen van 2005 werden er 23 huizen verwoest en 170 gebouwen aangetast, binnen de gemeente.

## Geografie
De oppervlakte van Birda bedraagt 45,33 km², de bevolkingsdichtheid is 42 inwoners per km². De gemeente bestaat uit de dorpen Berecuța, Birda, Mânăstire en Sângeorge.

## Demografie
Per 1 januari 2005 telde Birda 1913 inwoners, van wie 938 mannen en 975 vrouwen. De gemeente telde 681 huishoudens.

## Politiek
De burgemeester van Birda is Ioan Ițu (PSD).

Onderstaande staafgrafiek toont de uitslagen van de gemeenteraadsverkiezingen van 6 juni 2004, naar stemmen per partij. 

## Onderwijs
De gemeente Birda telt 4 basisscholen, in Birda, Berecuța, Mânăstire en Sângeorge en 4 kinderdagverblijven, ook in Birda, Berecuța, Mânăstire en Sângeorge.
Balinț · Banloc · Bara · Bârna · Beba Veche · Becicherecu Mic · Belinț · Bethausen · Biled · Birda · Bogda · Boldur · Brestovăț · Cărpiniș · Cenad · Cenei · Checea · Chevereșu Mare · Comloșu Mare · Coșteiu · Criciova · Curtea · Darova · Denta · Dudeștii Noi · Dudeștii Vechi · Dumbrava · Dumbrăvița · Fibiș · Fârdea · Foeni · Gavojdia · Ghilad · Ghiroda · Ghizela · Giarmata · Giera · Giroc · Giulvăz · Gottlob · Iecea Mare · Jamu Mare · Jebel · Lenauheim · Liebling · Lovrin · Margina · Mașloc · Mănăștiur · Moravița · Moșnița Nouă · Nădrag · Nițchidorf · Ohaba Lungă · Orțișoara · Parța · Pădureni · Peciu Nou · Periam · Pietroasa · Pișchia · Racovița · Remetea Mare · Sacoșu Turcesc · Saravale · Satchinez · Săcălaz · Secaș · Sânandrei · Sânmihaiu Român · Sânpetru Mare · Șag · Şandra · Știuca · Teremia Mare · Tomești · Tomnatic · Topolovățu Mare · Tormac · Traian Vuia · Uivar · Valcani · Variaș · Victor Vlad Delamarina · Voiteg